# Agent des services hospitaliers
Pour les articles homonymes, voir ASH.
En France, un agent des services hospitaliers (ASH), parfois appelé assistant de soin des hôpitaux, est un agent de catégorie C de la fonction publique hospitalière ou du secteur privé travaillant dans le milieu hospitalier, sanitaire et social. Principalement chargé de l'hygiène des locaux, l'ASH peut occuper plusieurs missions selon les besoins des services : bionettoyage, hôtellerie, stérilisation, brancardage, blanchisserie et restauration.

## Missions
Ce corps de métier occupe des fonctions pouvant être différentes selon les services hospitaliers concernés.
Sa mission habituelle consiste en l'entretien des locaux et de l'hygiène d'un service hospitalier (bien que de nos jours, de plus en plus externalisee dans les structures publiques ou privées, et donc une société de nettoyage privée peut -en bio-nettoyage- remplacer les ASH pour les entretiens des chambres et des locaux) , du rangement du matériel de l'hôtellerie de l'hôpital.
Dans les blocs opératoires, il est aussi chargé des courses quotidiennes (en cas de besoin de sang non prévu par exemple).
Dans les services recevant beaucoup de patients comme les urgences, l'ASH peut effectuer des missions de confort (repas, boissons).
L'ASH travaillant dans les services plus spécialisés comme la gériatrie ou la psychiatrie dans les EHPAD a aussi une mission de relation sociale importante. Il participe à la socialisation des patients : repas collectifs, relation avec les patients, accompagnement lors de sorties.
L'ASH ne fait pas que le bio-nettoyage, l'ASH dans la plupart des EHPAD est également amené à réaliser des soins tels que la toilette du patient/résident, l'aide à l'habillage déshabillage etc. Sans avoir pour autant le rôle de faisant fonction d'aide soignant.
Responsable du bio-nettoyage, il respecte les règles de sécurité et les mesures de prévention des bio-contaminations. Il exécute différentes opérations de décontamination et de désinfection, du nettoyage dans des zones à risques ou sensibles comme le bloc opératoire.

### Relations internes
Selon les services, l'ASH travaille en collaboration avec un aide-soignant ou un infirmier.

## Formations
L'agent suit plusieurs formations au cours de son expérience professionnelle. Pour ce faire, il suit une formation de 150 heures spécifique à la fonction d'agent des services hospitaliers dans différents services.
Toutefois, des qualifications peuvent être appréciés, par exemple le CAP Agent de propreté et d'hygiène et le diplôme d'État d'auxiliaire de Vie (sanitaire social ; surtout dans les Ehpad) ou bien encore le BAC PRO Hygiène, Propreté & Stérilisation.

## Perspectives
Après une ancienneté de huit ans en tant qu'agent des services hospitaliers, il peut devenir assistant de soins en gérontologie et peut accéder au titre d'aide-soignant en passant une formation interne au sein de l'établissement.
Cette formation en assistant de soins ou aide-soignant (suivant les besoins de l'établissement de santé) est dispensée dans le cadre de la formation continue ; elle est prise en charge financièrement par l’hôpital ou la maison de retraite de l'ASH d'une durée de six mois en stage, et donne lieu, à la fin de cette période, à une attestation d'état reconnue.